# Émile Poulat
Émile Poulat (1920 - 2014) és un historiador i sociòleg francès.

## Aspectes biogràfics
Director d'estudis de l'Escola d'Alts Estudis en Ciències Socials de París, és igualment director de d'investigacions en el Centre Nacional d'Investigacions Científiques de França i historiador de l'Església Catòlica contemporània. És un dels fundadors contemporanis de la sociologia de la religió i director i membre de comitès de redacció de diverses revistes. S'ha especialitzat a més en el tema de la crisi modernista i s'ha interessat igualment en la maçoneria i el laïcisme.